# Procureur général de la République

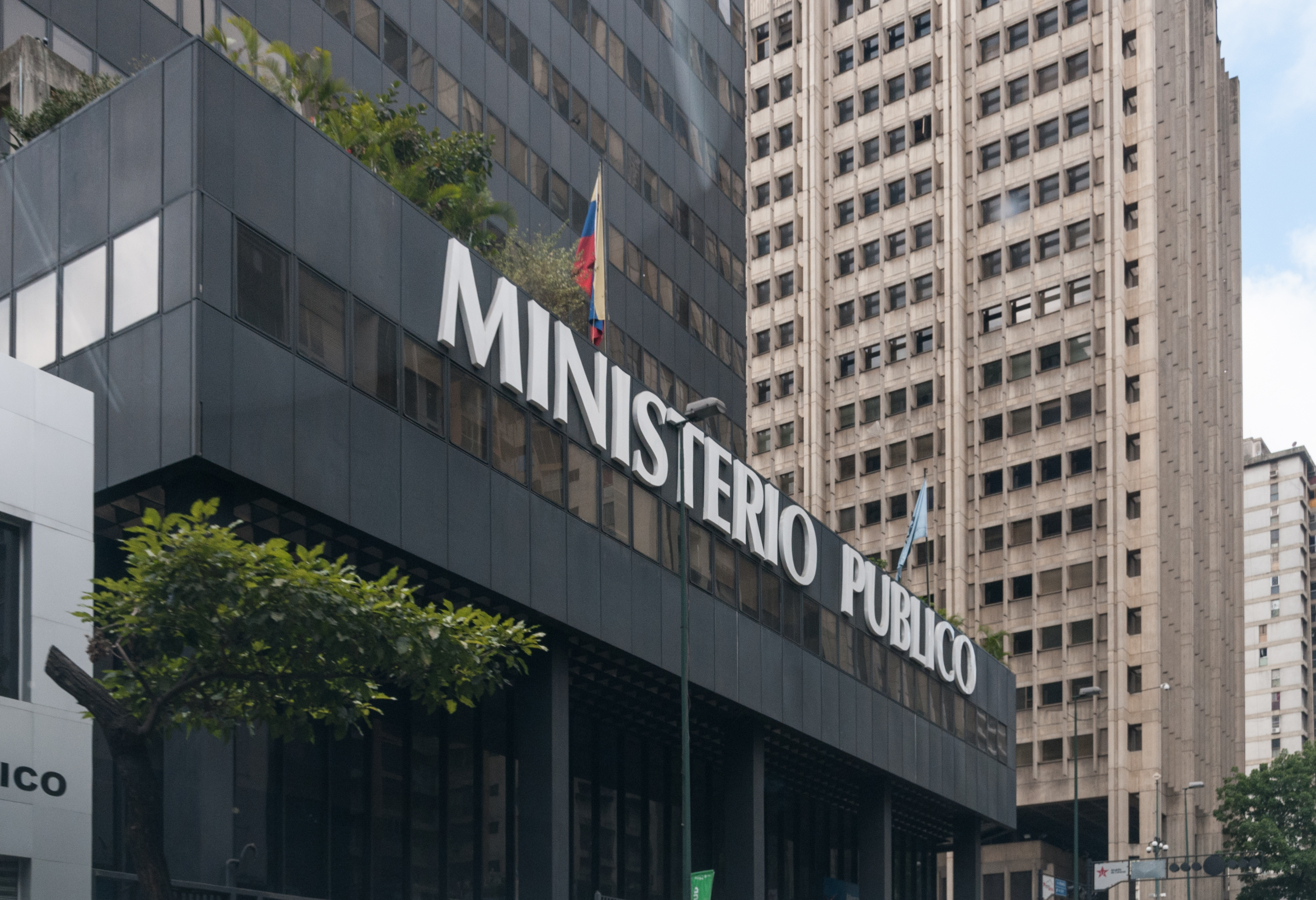
Vue du ministère public à Caracas.

Le ministère public du Venezuela (en espagnol : Ministerio público) est l'entité chargée de veiller au respect de la loi et d'entamer des actions en justice au nom de l'État et de la collectivité. Il est sous l'autorité du procureur général de la République (en espagnol : Fiscal General de la República), nommé par l'Assemblée nationale constituante. L'actuel procureur général de la République est Tarek William Saab depuis le 5 août 2017.
Le ministère public forme, avec le Défenseur du peuple et la Contraloría General de la República le pouvoir citoyen, une des cinq branches du pouvoir public au Venezuela (avec les pouvoirs législatif, exécutif, judiciaire et électoral).

## Attributions
Ses attributions sont les suivantes :
- Garantir le respect des droits consacrés par la Constitution, ainsi que des traités et accords internationaux souscrits par la République ;
- Garantir la célérité et le bon fonctionnement de l'administration de justice, des mises en examen et des droits de la défense ;
- Diriger les enquêtes sur les faits punis par le droit pénal ;
- Exercer l'action en justice au nom de l'État ;
- Entamer les actions nécessaires pour engager les responsabilités pénale, civile, militaire, administrative ou disciplinaire des fonctionnaires publics lors d'agissements punissables par la Loi lors de l'exercice de leurs fonctions.

## Détenteurs du poste
| Procureurs généraux du Venezuela |                              |             |
| '                                | Nom                          | Période     |
| 1                                | Fernando Álvarez Manosalva   | 1948        |
| 2                                | Pablo Ruggieri Parra         | 1961        |
| 3                                | Rolando Salcedo Delima       | 1961 - 1964 |
| 4                                | Antonio José Lozada          | 1964 - 1969 |
| 5                                | César Naranjo Ostty          | 1969 - 1974 |
| 6                                | José Ramón Medina            | 1974 - 1979 |
| 7                                | Pedro J. Mantellini González | 1979 - 1984 |
| 8                                | Héctor Serpa Arcas           | 1984 - 1989 |
| 9                                | Ramón Escovar Salom          | 1989 - 1994 |
| 10                               | Iván Darío Badell González   | 1994 - 1999 |
| 11                               | Rafael Pérez Perdomo         | 1999        |
| 12                               | Javier Elechiguerra Naranjo  | 1999 - 2000 |
| 13                               | Julián Isaías Rodríguez Diaz | 2000 - 2007 |
| 14                               | Luisa Ortega Díaz            | 2007 - 2017 |
| 15                               | Tarek William Saab           | 2017 -      |